# Lodowick Carlell
Lodowick Carlell (1602-1675), orthographié aussi Carliell, Carlile ou Carlyle, était un dramaturge anglais du XVIIe siècle, qui arriva à la cour de Jacques Ier à la fin du règne de celui-ci, produisit ses pièces de théâtre sous le patronage de Charles Ier , principalement entre 1630 et 1640, souffrit de l'arrêt des théâtres pendant dix-huit ans durant l'Interrègne, et retrouva sa fortune et sa réputation sous Charles II.

## Diverses orthographes de son nom
Son nom de famille connaît plusieurs variantes, et l'histoire a retenu « Carlell », car c'est cette graphie qui apparaît sur la page de titre de ses œuvres. Pourtant plusieurs exemplaires de sa signature montrent qu'il orthographie son nom « Carliell » ou « Carlile ». Il fait aussi partie de la grande famille des « Carlyle », qui remonte depuis le XVe siècle à Lord Carlyle de Torthorwald (en), et qui, au XIXe siècle, comptait comme membre éminent Thomas Carlyle. Enfin sa femme, née Joan Palmer, est une portraitiste connue sous le nom de Joan Carlile.

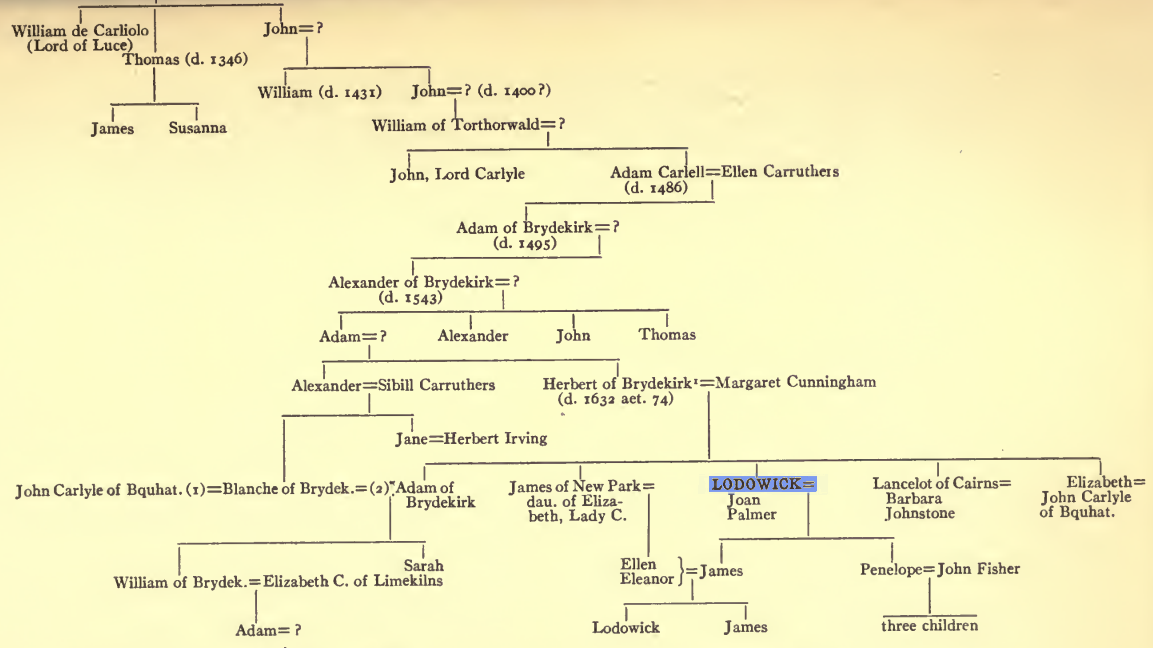
Arbre généalogique de Lodowick Carlell.

## Courtisan
Les ancêtres de Lodowick Carlell sont d'origine écossaise. Il est le fils de Herbert Carlell de Bridekirk dans le Dumfriesshire, le troisième de quatre garçons et d'une fille. Il ne suit pas les cours à l'université, bien qu'il se montre capable de faire des traductions depuis le français et l'espagnol; il reçoit probablement l'éducation informelle mais pas négligeable du courtisan, qu'il devient dès l'âge de quinze ans. 
En dehors de sa vie littéraire, Carlell est un courtisan et un fonctionnaire royal; il tient la charge de Gentleman of the Bows (« maître de l'archerie ») du roi Charles Ier, et Groom to the King and Queen's Privy Chamber (« gentilhomme des appartements privés du roi et de la reine »). Vers les années 1636-37, il devient l'un des deux conservateurs de la grande forêt de Richmond Park, le parc à cerfs royal, situé sur la rive droite de la Tamise, à une dizaine de miles de Londres. Dans cette dernière fonction, il assiste le roi lors de ses fréquentes chasses, ce qu'il précise dans son prologue de la seconde partie de The Passionate Lovers : « La plupart d'entre vous savez que l'auteur chasse à courre et au faucon, et qu'il nourrit ses cerfs, pas seulement quelques jours par an, mais presque tous les beaux jours de l'année ». Pendant toutes les années 1630, il réside dans le parc à Petersham Lodge. C'est pendant cette période qu'il écrit la plupart de ses œuvres pour le théâtre, et ses pièces sont remarquables pour leurs scènes forestières.
Il conserve son poste à Richmond Park pendant toute la première Révolution anglaise jusqu'en 1649. Pendant cette période, il se peut qu'il agisse comme un agent secret de la cause royaliste; on pense ainsi qu'il abrite Lucy Hay, comtesse de Carlisle. Pendant l'Interrègne, on pense qu'il continue à être le conservateur de Richmond Park et de St. James's Park. 

## Dramaturge
Carlell commence sa carrière d'auteur dramatique à la fin des années 1620. Ses premières pièces sont jouées par la troupe du roi et par celle de la reine Henriette. Thomas Dekker lui dédicace son Match Me in London en 1631.
Les pièces de Carlell qu'il nous reste sont, par ordre historique de publication : 
- The Deserving Favourite (1629), jouée tout d'abord devant le roi, puis en public au Blackfriars Theatre par la troupe du roi,
- Arviragus and Philicia, parts 1 and 2 (1639), en deux parties, jouées au Blackfriars Theatre par la troupe du roi,
- The Passionate Lovers, Parts 1 and 2 (1655), tragi-comédie en deux parties, toutes deux présentées devant le roi et la reine à Somerset House, puis plusieurs fois au Blackfriars Theatre
- The Fool Would be a Favorite, or The Discreet Lover (1657), jouée plusieurs fois par la troupe de la reine
- Osmond the Great Turk, or The Noble Servant (1657), jouée plusieurs fois par la troupe de la reine
- Heraclius, Emperor of the East (1664), une tragédie qui est la traduction de l'Héraclius de Pierre Corneille datant de 1647[11],
- Une septième pièce, Spartan Ladies, nommée dans le catalogue de Moseley et entrée dans le Registre des libraires le 4 septembre 1646, n'a jamais été imprimée[12], et aucune copie n'a été retrouvée[5].

Heraclius est en vers rimés, tandis que plusieurs autres pièces sont en vers blancs d'une maladresse si incroyable, qu'on ne peut s'empêcher de penser qu'elles furent écrites à l'origine en prose, puis découpées de façon inégale par les imprimeurs.
Certains critiques ont considéré que ses pièces ont joué un rôle dans l'évolution du théâtre dramatique du XVIIe siècle, qui est passé de la tragédie et de la tragi-comédie de John Fletcher et de ses collaborateurs au drame héroïque de la Restauration. De ce point de vue, Carlell est « un des principaux intermédiaires entre d'une part Beaumont et Fletcher, et d'autre part Dryden et Settle ».

## Vie privée
Il se marie en 1626 avec Joan Palmer, la fille de William Palmer, un fonctionnaire de Royal Parks,. Portraitiste reconnue, elle est l'une des premières femmes à être peintre professionnelle. Elle s'emploie principalement à reproduire en miniatures des œuvres de maîtres italiens. On reconnaît dans sa facture l'influence de Van Dyck, qu'elle connaît probablement personnellement.
Le couple a une résidence à Petersham Lodge. Ils emménagent à Covent Garden en 1654, mais reviennent à Petersham deux ans plus tard. Ils ont deux enfants, James qui se mariera avec sa cousine Ellen, et Penelope qui se mariera avec John Fisher, un juriste de Middle Temple.

## Dernières années
Carlell continue d'être au service du roi pendant la Restauration. Mais ses pièces ne sont plus au goût de la cour dissolue de Charles II, et il est trop vieux pour en écrire de nouvelles. Il vend la charge de conservateur de Peterham en 1663. Pourtant le 6 juin 1664, il reçoit un billet de 150 livres, correspondant à l'arriéré de salaire des trois années passées comme conservateur de la Maison du roi et à son aménagement à Petersham dans Richmond Park.
Lodowick, qui vit alors dans la paroisse de St Martin-in-the-Fields dans le comté de Middlesex, meurt en 1675 et est enterré le 21 août à l'Église Saint-Pierre de Petersham. Joan meurt en 1679, et est enterrée près de son mari le 27 février.